# Деветимата лирици
Деветимата лирици са: Стезихор, Пиндар, Анакреон, Сафо, Алкей, Симонид, Алкман, Бакхилид и Ибик. Деветимата лирици са подбрани от александрийските граматици според приноса си в началото на елинистичната епоха (4 в пр Хр), след разпадането на държавата на Александър I Македонски.